# 山形県高等学校一覧
| 総数                         | 55校・3分校            |
| 国立                         | 1校                    |
| 公立                         | 42校・3分校            |
| 私立                         | 14校                   |
| 教育委員会所在地             | 〒990-8570             |
| 山形県山形市松波二丁目8番地1 |                        |
| 公式サイト                   | 山形県教育庁高校教育課 |

山形県高等学校一覧（やまがたけんこうとうがっこういちらん）は、山形県の高等学校の一覧。
全日制課程の存在しない高等学校については、定時制は「○○高等学校｛定時制｝」通信制は「○○高等学校｛通信制｝」定時制・通信制共に存在する場合は、定時制表記で記載する。

## 国立高等専門学校

### 鶴岡市
- 鶴岡工業高等専門学校

## 公立高等学校

### 県立高等学校
普通科・理数科・国際科は、東学区・北学区、南学区、西学区の3通学区制、体育科、音楽科、職業学科、総合学科、定時制は全県学区制となっている。

#### 東学区（北村山地区を除く村山地方）
- 普通科・理数科・国際科は北学区の高校へも志願できる。

##### 山形市
- 山形県立山形東高等学校
- 山形県立山形西高等学校
- 山形県立山形南高等学校
- 山形県立山形北高等学校
- 山形県立山形中央高等学校
- 山形県立山形工業高等学校
- 山形県立霞城学園高等学校｛定時制｝

##### 寒河江市
- 山形県立寒河江高等学校
- 山形県立寒河江工業高等学校

##### 天童市
- 山形県立天童高等学校

##### 上山市
- 山形県立上山明新館高等学校

##### 東村山郡

###### 山辺町
- 山形県立山辺高等学校

##### 西村山郡

###### 大江町
- 山形県立左沢高等学校

###### 河北町
- 山形県立谷地高等学校

#### 北学区（最上地方・村山地方の北村山地区）
北学区は、東根市以北の北村山地区4市町の3校（東桜学館・北村山・村山産業）を村山地方から切り離し、「最北地区」や「北郡（きたぐん）」として最上地方と一緒にしている。
普通科・理数科・国際科は東学区の高校へも志願できる。

##### 新庄市
- 山形県立新庄北高等学校
- 山形県立新庄南高等学校
- 山形県立新庄神室産業高等学校

##### 村山市
- 山形県立村山産業高等学校

##### 東根市
- 山形県立東桜学館高等学校

##### 尾花沢市
- 山形県立北村山高等学校

##### 最上郡

###### 金山町
- 山形県立新庄南高等学校金山校

###### 真室川町
- 山形県立新庄神室産業高等学校真室川校

###### 最上町
- 山形県立新庄北高等学校最上校

#### 南学区（置賜地方）

##### 米沢市
- 山形県立米沢興譲館高等学校
- 山形県立米沢東高等学校
- 山形県立米沢鶴城高等学校

##### 長井市
- 山形県立長井高等学校
- 山形県立長井工業高等学校

##### 南陽市
- 山形県立南陽高等学校

##### 東置賜郡

###### 川西町
- 山形県立置賜農業高等学校

###### 高畠町
- 山形県立高畠高等学校

##### 西置賜郡

###### 白鷹町
- 山形県立荒砥高等学校

###### 小国町
- 山形県立小国高等学校

#### 西学区（庄内地方）

##### 酒田市
- 山形県立酒田東高等学校
- 山形県立酒田西高等学校
- 山形県立酒田光陵高等学校

##### 鶴岡市
- 山形県立加茂水産高等学校
- 山形県立鶴岡工業高等学校
- 山形県立鶴岡中央高等学校
- 山形県立庄内農業高等学校
- 山形県立致道館高等学校

##### 東田川郡

###### 庄内町
- 山形県立庄内総合高等学校

##### 飽海郡

###### 遊佐町
- 山形県立遊佐高等学校

### 市立高等学校

#### 東学区（北村山地区を除く村山地方）

##### 山形市
- 山形市立商業高等学校

## 私立高等学校

### 山形市
- 東海大学山形高等学校
- 日本大学山形高等学校
- 山形学院高等学校
- 東北文教大学山形城北高等学校
- 惺山高等学校
- 山形明正高等学校

### 米沢市
- 米沢中央高等学校
- 九里学園高等学校

### 鶴岡市
- 鶴岡東高等学校
- 羽黒高等学校

### 酒田市
- 酒田南高等学校
- 和順館高等学校｛通信制｝

### 新庄市
- 新庄東高等学校

### 天童市
- 創学館高等学校

### 西置賜郡

#### 小国町
- 基督教独立学園高等学校